# Публий Силий (консул-суффект)
Пу́блий Си́лий (лат. Publius Silius (Nerva); умер после 3 года) — политический деятель эпохи ранней Римской империи, консул-суффект 3 года.

## Биография

### Происхождение ивоенно-гражданская карьера
Публий принадлежал к неименитому плебейскому роду, возвысившемуся до претуры только к середине I века до н. э. Отцом Силия, предположительно, мог быть ординарный консул 20 года до н. э. Публий Силий, сын Публия, Нерва, а матерью — дочь претора 49 года до н. э. Гая Копония, участвовавшего на начальной стадии гражданской войны 49—45 годов на стороне сенатской «партии». Согласно опубликованной в «Реальной энциклопедии науки о классической древности» родословной схеме Силиев, дедом будущего консула-суффекта являлся некто Публий Силий: возможно, этим человеком был пропретор Вифинии в 51—50 годах до н. э., квестором у которого служил второй зять Цицерона. 
Будучи военнообязанным, Силий в период до 1 года служил во Фракии и Македонии, по всей видимости, военным трибуном или легатом, где его сослуживцем был известный римский историк Веллей Патеркул. В 3 году Публий занимал должность консула-суффекта совместно с Луцием Волузием Сатурнином, о котором известно, что он скончался в 56 году, на 94-м году жизни, «оставив по себе безупречную память».

### Семья и потомки
В браке с неизвестной женщиной Публий имел, по крайней мере, одного сына, унаследовавшего отцовский преномен и также достигшего консульства во времена правления императора Тиберия (28 год).